# Boreczna (Góry Sowie)
Boreczna (591 m n.p.m.) – wzniesienie w południowo-zachodniej Polsce, w Sudetach Środkowych, w Górach Sowich, w paśmie Działu Michałkowskiego.

## Położenie i opis
Wzniesienie położone jest w południowo-wschodniej części Działu Michałkowskiego, około 3,3 km na północ od centrum miejscowości Walim.
Rozległe kopulaste wzniesienie w postaci małego grzbietu o przebiegu SW-NE z wyraźnie zaznaczoną linią szczytową o dość stromych południowych i zachodnich zboczach opadających do doliny Młynówki. Wyrasta w końcowym fragmencie grzbietu jako najwyższa kulminacja Działu Michałkowskiego, w niewielkiej odległości od bliźniaczego bezimiennego niższego wzniesienia, położonego po północno-zachodniej stronie, od którego oddzielona jest niewielkim siodłem.
Wzniesienie zbudowane jest z prekambryjskich gnejsów i migmatytów, natomiast wschodnie zbocze tworzą dolnokarbońskie zlepieńce gnejsowe. Zbocza wzniesienia pokrywa warstwa młodszych osadów z okresu zlodowaceń plejstoceńskich. Na zachodnim zboczu podnóża, nad Młynówką wyrastają niewielkie skałki i grzędy gnejsowe. Wzniesienie od południowo-zachodniej strony góruje nad miejscowością Boreczna. Powierzchnia szczytowa jest tak wyrównana, że najwyższy punkt wzniesienia jest trudny do określenia.
Obszar zboczy wzniesienia w większości porośnięty lasem świerkowo-bukowym, partię szczytową i niewielką część zbocza północno-wschodniego oraz podnóże wzniesienia zajmują: nieużytki, łąki i pastwiska, na których rosnące ciągi drzew i krzaków wyznaczają na zboczu dawne miedze i polne drogi. U podnóża wzniesienia, po północno-wschodniej stronie, położona jest rozciągnięta, wyludniająca się wieś Boreczna.

## Turystyka
- Podnóżem północno-wschodniego zbocza prowadzi  szlak turystyczny z Zagórza Śląskiego na Wielką Sowę.
- Na szczyt można dojść ścieżką od strony wschodniej z miejscowości Boreczna.
- Ze wschodniego zbocza roztaczają się ładne widoki Gór Sowich i Wałbrzyskich[1].